# My Vitriol
My Vitriol est un groupe britannique de rock alternatif, originaire de Londres, en Angleterre.

## Histoire

### Première période (1999–2022)
Ravi Kesavaram et Som Wardner, d'origine sri-lankaise, se rencontrent à l'UCL où ils vivent l'un en face de l'autre, Wardner étudiant la génétique et Kesavaram la biochimie. Un an et demi plus tard, ils commencent à jouer ensemble, Kesavaram jouant de la batterie et Wardner du reste des instruments. Ils enregistrent un EP, Delusions of Grandeur, en deux jours. Le DJ de la BBC Radio 1, Steve Lamacq, reçoit un exemplaire lors d'un concert et joue le groupe lors de sa session Session Unsigned, ce qui permet au groupe de se faire connaître au niveau national et suscite l'intérêt de la presse et des labels.
Le premier single du groupe, Losing Touch, sort en avril 2000 sur Infectious Records, et se classe à la 91e place ; le second, Cemented Shoes, atteint la 65e place du UK Singles Chart en juillet. Leur troisième single, Pieces, se classe à la 56e place et le quatrième, Always : Your Way, fait son entrée dans le Top 40 britannique, atteignant la 31e place. Peu après, le premier album du groupe, Finelines, sort et atteint la 24e place du UK Albums Chart en mars 2001. Le dernier single de l'album est leur plus grand succès, Grounded, qui atteint la 29e place. Le groupe effectue de nombreuses tournées et participe à des festivals britanniques et internationaux en Europe et au Japon.
Le groupe a des succès radio en Afrique du Sud et en Islande et signe avec Epic Records aux États-Unis pour une somme estimée à 400 000 dollars. L'album est remixé par le producteur américain Steve Thompson pour sa sortie aux États-Unis. Le nouveau mixage de l'album sort au Royaume-Uni en juillet 2002 dans le cadre d'une réédition en deux CD comprenant des faces B et des raretés, intitulée Finelines/Between the Lines. Finelines/Between the Lines est précédé par la face double Moodswings b/w The Gentle Art of Choking, qui est le dernier single du groupe à figurer dans le Top 40.

### Pause (2002–2005)
En octobre 2002, après trois ans de tournée, Wardner annonce la pause de My Vitriol au Kerrang Weekender,. Leur chanson Always Your Way est élue en 2002 comme l'une des meilleures chansons alternatives par les auditeurs de Xfm. Le groupe enregistre une reprise de Bottle Up and Explode ! d'Elliott Smith, après avoir appris le décès de l'auteur-compositeur-interprète en octobre 2003. En décembre 2003, il est rapporté que le groupe enregistrait avec Colin Richardson, en vue d'une sortie en 2004. En mai 2004, Gigwise confirme que le deuxième album devait sortir en 2004 et révèle les titres War of the Worlds, My Whole World Implodes et Between Mercury and Mars.

### Retour (depuis 2005)
En janvier 2005, le groupe donne un concert discret à l'O2 Academy Islington, à Londres. La bassiste Carolyn Bannister quitte le groupe peu après le concert de 2005, et est remplacée par Laura Salmon, anciennement du groupe de heavy metal Area 54. La nouvelle formation du groupe joue au KOKO à Camden, à Londres, en novembre 2006.
En mars 2007, le groupe sort le single en édition limitée This Time sous le pseudonyme de A Secret Society via Org Records, suivi en juillet 2007 par A Pyrrhic Victory EP, sorti via Xtra Mile Records. Le groupe joue dans plusieurs festivals au Royaume-Uni, dont Download Festival, Guilfest et une tête d'affiche au Offset Festival l'année suivante,. Le groupe continue à jouer sur scène en 2008 et 2009, avec deux tournées au Royaume-Uni et des concerts en Europe et au Japon. Le groupe joue lors du dernier concert à l'Astoria de Londres le 14 janvier 2009,.
En mai 2013, le groupe joue son premier concert depuis près de quatre ans au KOKO à Londres. Lorsque le guitariste Seth Taylor quitte temporairement le groupe en raison d'engagements familiaux, Sam Harvey est recruté pour le remplacer. Seth Taylor réintègre le groupe en septembre 2013, tandis que Salmon est remplacé par Tatia Starkey, petite-fille du batteur des Beatles Ringo Starr.
En 2020, The Secret Sessions est disponible sur Bandcamp. 

## Discographie

### Albums studio
- 2001 : Finelines (Infectious)
- 2016 : The Secret Sessions (PledgeMusic)

### Albums live
- 2006 : Cast in Amber

### EP
- 1998 : Delusions of Grandeur
- 2007 : A Pyrrhic Victory (Xtra Mile Recordings)
- 2007 : War of the Worlds (Xtra Mile Recordings)